# U 52
U 52 byla německá ponorka typu VIIB postavená před druhou světovou válkou pro německé válečné námořnictvo. Do služby byla zařazena 4. února 1939 a zařazena do 7. ponorkové flotily pod velením Wolfganga Bartena.

## Konstrukce
Německé ponorce typu VIIB předcházely kratší ponorky typu VIIA. U 52 měla výtlak 753 tun při plavbě na hladině a 857 tun při plavbě pod hladinou. Měla délku 66,50 m, šířku 6,20 m, výšku 9,50 m a ponor 4,74 m. Pohon zajišťovaly dva čtyřtaktní šestiválcové diesel motory Germaniawerft F46 o výkonu 2 800 až 3 200 PS při plavbě na hladině a dva elektrické motory AEG GU 460/8-276 s výkonem 750 PS při plavbě pod hladinou. Byla vybavena dvěma hřídeli a dvěma 1,23 m lodními šrouby. U 52 mohla operovat v hloubce až 230 metrů.
U 52 dosáhla maximální rychlosti na hladině 17,9 uzlů (33,2 km/h) a 8 uzlů (15 km/h) při plavbě pod hladinou. Operační dosah činil 90 nm (170 km) při rychlosti čtyř uzlů (7,4 km/h) pod hladinou moře a 8 700 nm (16 100 km) při rychlosti 10 uzlů (19 km/h).
Ve výzbroji U 52 bylo pět torpédometů ráže 533 mm (4 na přídi a 1 na zádi), námořní rychlopalný kanón 8,8 cm SK C/35 a jeden 20 mm protiletadlový kanón.
Posádku tvořilo čtyřicet čtyři až šedesát mužů.

## Historie služby
Ponorka U 52 byla objednána 15. května 1937 v loděnicích Friedrich Krupp Germaniawerft AG v Kielu pod výrobním číslem 587. Výroba byla zahájena  9. března 1937 a na vodu byla spuštěna 21. prosince 1938. Do služby byla zařazena 4. února 1939 pod velením námořního kapitána (Kptlt.) Wolfganga Bartena.
V období od 6. června 1938 do 31. prosince 1939 byla zařazena do výcvikové ponorkové flotily Wegener v Kiel. Po reorganizaci flotily byla zařazena od 1. ledna 1940 do 31. května 1941 jako bojová ponorka 7. ponorkové flotily v Kielu pod vedením Kptlt. Dietricha Knorra. Po skončení služby na frontě byla loď přidělena jako cvičný člun nejprve k 26. ponorkové flotile v Pillau od 1. června 1941 do 31. března 1942 a poté k 24. ponorkové flotile v Memelu od 1. dubna 1942 do 30. září 1943. Nakonec byla U 52 od 1. října 1943 do 21. října 1943 přidělena k 23. ponorkové flotile v Gdaňsku. Po vyřazení ze služby 22. října 1943 patřila až do 3. května 1945 jako dělostřelecký člun 3. ponorkové výcvikové divizi (3. U-Lehrdivision).
V období 1. ledna 1939 až 31. května 1941 ponorka U 52 vyplula na osm bojových plaveb, při nichž potopila čtrnáct lodí o celkové tonáži 61 399 BRT.

### První bojová plavba
Ponorka U 52 vyplula 19. srpna 1939 na první bojovou plavbu z Kielu a vrátila se 17. září 1939 zpět do Kielu. Během třiceti osmi denní bojové plavby západně od Irska nebyla potopena ani poškozena žádná loď.
V období od 20. února 1940 do 25. února 1940 prováděla u Helgolandu motorové zkoušky a cvičení ponoru.

### Druhá bojová plavba
Na druhou plavbu ponorka U 52 vyplula 27. února 1940 v 07:30 z Wilhelmshavenu a vrátila se 4. dubna 1940 zpět. Operační prostor byl v Severním moři u Shetlandských ostrovů a Orknejí. Během této bojové plavby nepotopila ani nepoškodila žádnou loď.

### Třetí bojová plavba
Na třetí bojovou plavbu ponorka U 52 vyplula 7. dubna 1940 z Wilhelmshavenu a se vrátila 29. dubna 1940 do Kielu. Během dvaceti tří denní plavby v operačním prostoru východně od Shetlandských ostrovů. Během této bojové plavby nepotopila ani nepoškodila žádnou loď.

### Čtvrtá bojová plavba
Na čtvrtou bojovou plavbu U 52 vyplula 8. června 1940 z Kielu a vrátila se  21. července 1940 do Lorientu. Operační prostor byl v severním Atlantiku, v Severním průlivu a u mysu Fisterra. Během této operace byly potopeny čtyři lodě o celkové tonáži 13 542 BRT.
Potopený parník Monarch (824 BRT) byl na cestě z Tonney-Charente (Francie) do Falmouthu. Bylo dvanáct obětí. Potopený parník Ville de Namur (7 463 BRT) převážel koně a byl na cestě z New Yorku do Bordeaux.  Zahynulo 25 osob a 44 přežilo. Parník Hilda (1 144 BRT) byl potopen torpédem G7e. Převážel 1 492 t pšenice a byl na cestě z Dunkerque do Velké Británie. Zahynulo pět osob. Parníku Thetis A (4 111 BRT) byl potopen torpédem G7e. Vezl obilí a byl na cestě z Rosaria do Limericku. Zahynulo devět osob a 20 přežilo.
| datum             | jméno          | příslušnost | tonáž [BRT] | konvoj |             | zdroj |
| ----------------- | -------------- | ----------- | ----------- | ------ | ----------- | ----- |
| 19. června 1940   | The Monarch    | VB          | 824         |        | torpédována | [ 3 ] |
| 19. června 1940   | Ville de Namur | Belgie      | 7 463       |        | torpédována | [ 3 ] |
| 21. června 1940   | Hilda          | Finsko      | 1 144       |        | torpédována | [ 3 ] |
| 14. července 1940 | Thetis A.      | Řecko       | 4 111       |        | torpédována | [ 3 ] |

### Pátá bojová plavba

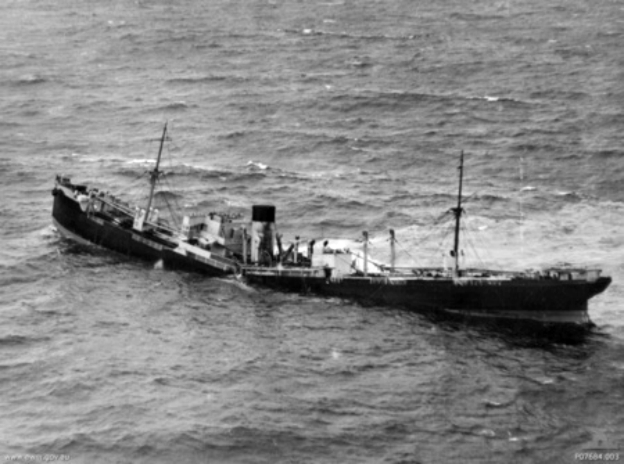
Parník SS Geraldine Mary po zásahu torpédem 4. srpna 1940

Na pátou bojovou plavbu ponorka U 52 vyplula 27. července z Lorientu a vrátila se 13. srpna 1940 do Kielu. Během této sedmnácti denní plavby v operačním prostoru v severním Atlantiku a Severním průlivu. Dne 4. srpna zaútočila na konvoj HX-60 s 60 plavidly a potopila tři lodě o celkové tonáži 17 102 BRT.
Britský parník King Alfred (5 272 BRT) byl potopen torpédem G7e. Převážel 6 750 t důlního dřeva a byl na cestě ze St. John's (Newfoundland) přes Halifax do Methilu. Zahynulo sedm osob a 34 přežilo. Druhý britský parník Gogovale (4 586 BRT) byl potopen torpédem G7e. Vezl 6 368 t mouky a byl na cestě z Montréalu do Londýna. Nedošlo k žádným obětem na životech a přežilo 37 osob. Třetí britský parník Geraldine Mary (7 244 BRT) byl potopen torpédem G7e. Na palubě bylo 6 112 t dřevní hmoty, 694 t sulfátu a pět cestujících a byl na cestě z Botwoodu (Newfoundland) přes Halifax do Manchesteru. Dva členové posádky a jeden cestující zahynuli, 48 osob přežilo. Při útoku na konvoj byla ponorka U 52 britskou eskortou těžce poškozena a její opravy trvaly čtyři měsíce.
| datum         | jméno          | příslušnost | tonáž [BRT] | konvoj |             | zdroj |
| ------------- | -------------- | ----------- | ----------- | ------ | ----------- | ----- |
| 4. srpna 1940 | King Alfred    | VB          | 5 272       | HX-60  | torpédována | [ 3 ] |
| 4. srpna 1940 | Gogovale       | VB          | 4 586       | HX-60  | torpédována | [ 3 ] |
| 4. srpna 1940 | Geraldine Mary | VB          | 7 244       | HX-60  | Torpedována | [ 3 ] |

### Šestá bojová plavba
Na šestou bojovou plavbu ponorka U 52 vyplula 17. listopadu 1940 z Kielu a vrátila se  28. prosince 1940 do Lorientu. Během této čtyřicet jedna denní plavby v operačním prostoru v severním Atlantiku a západně od Severním průlivu. Dne 2. prosince 1940 zaútočila na konvoj HX-90 s 35 plavidly a o den později na opozdilou loď konvoje OB-252 se 44 plavidly. U 52 potopila tři lodě o celkové tonáži 12 100 BRT a jedna loď o tonáži 3 862 BRT byla poškozena.
Britský parník Tasso (1 586 BRT) byl potopen torpédem. Převážel 1 300 t čerstvého dřeva a byl na cestě z Demerary přes Halifax do Obanu. Zahynulo pět osob a 27 přežilo. Britský parník Goodleigh (5 448 BRT) byl potopen torpédem G7a. Převážel 1 000 t zinku a 8 400 t dřeva a byl na cestě z New Westminsteru přes Panamu a Bermudy do Obanu. Loď byla součástí konvoje HX-90. Zahynul jeden člověk a 36 osob přežilo. Britský parník Dunsley (3 862 BRT) byl poškozen torpédem G7e. Převážel 1 000 tun oceli a dřeva a byl na cestě z Chathamu (Nový Brunšvik) do Imminghamu. Britská motorová loď Silverpine (5 066 BRT) (♁Lage) torpédem G7e. Loď plula se zátěží, měla dva cestující na palubě a byla na cestě z Liverpoolu do New Yorku. Loď byla opozdilcem konvoje OB-252 se 44 loděmi. Zahynulo 36 osob a 19 přežilo. Loď byla rovněž nahlášena jako potopená italskou ponorkou Argo.
| datum            | jméno      | příslušnost | tonáž [BRT] | konvoj |             | zdroj |
| ---------------- | ---------- | ----------- | ----------- | ------ | ----------- | ----- |
| 2. prosince 1940 | Tasso      | VB          | 1 586       | HX-90  | torpédována | [ 3 ] |
| 2. prosince 1940 | Goodleigh  | VB          | 5 448       | HX-90  | torpédována | [ 3 ] |
| 2. prosince 1940 | Dunsley    | VB          | 3 862       | HX-90  | poškozen    | [ 3 ] |
| 4. prosince 1940 | Silverpine | VB          | 5 066       | OB-252 | torpedována | [ 3 ] |

### Sedmá bojová plavba
Na sedmou bojovou plavbu ponorka U 52 vyplula 22. ledna 1941  z Lorientu a znovu tam vrátila 24. února 1941. Během této třicet tři dní dlouhé plavbě v operačním prostoru v Severním průlivu a západně od Irska byly potopeny dvě lodě o celkové tonáži 4 662 BRT.
Norskýo parník Ringhorn (1298 BRT) byl potopen torpédem G7e. Vezl 1 300 t uhlí a byl na cestě z Port Talbot do St. John's. Zahynulo 14 osob a pět přežilo. Britský parník Canford Chine (3 364 BRT) byl potopen dvěma torpédy G7e. Převážel uhlí a všeobecný náklad a byl na cestě z Cardiffu do Buenos Aires a Uriburu. Loď byla opozdilcem konvoje OG-52 o 45 lodích. Zahynulo 35 osob.
| datum          | jméno         | příslušnost | tonáž [BRT] | konvoj |             | zdroj |
| -------------- | ------------- | ----------- | ----------- | ------ | ----------- | ----- |
| 4. února 1941  | Ringhorn      | Norsko      | 1 298       |        | torpédována | [ 3 ] |
| 10. února 1941 | Canford Chine | VB          | 3 364       | OG-52  | torpédována | [ 3 ] |

### Osmá bojová plavba
Na osmou plavbu ponorka U 52 vyplula 22. března 1941 z Lorientu, ale kvůli problémům s motorem a periskopem se musela 23. března 1941 vrátit do Lorientu. Dne 27. března 1941 opět vyplula, ale ani tentokrát nevydržel motorový systém, a proto musela 31. března 1941 opět vplout do Lorientu. Po opravách nakonec vyplula 3. dubna 1941 a dorazila 1. května 1941 do Kielu. Během této čtyřiceti dní dlouhé v operačním prostoru v Severním průlivu a jihozápadně od Islandu byly potopeny dvě lodě s 13 993 BRT.
Nizozemský parník Saleier (6 563 BRT) byl torpedována třemi torpédy. Vezl uhlí a byl na cestě z Tyne a Loch Ewe přes Durban do Port Saidu. Loď byla součástí rozpuštěného konvoje OB-306. Nebyly žádné ztráty, přežilo 52 osob. Belgický parník Ville de Liege (7 430 BRT) byl potopen dvěma torpédy. Loď vezla 6 161 tun oceli, pšenice a šunky a byla na cestě z New Yorku do Liverpoolu přes Belfast. Přežilo deset osob.
| datum          | jméno          | příslušnost | tonáž [BRT] | konvoj |             | zdroj |
| -------------- | -------------- | ----------- | ----------- | ------ | ----------- | ----- |
| 10. dubna 1941 | Saleier        | Nizozemsko  | 6 563       | OB-306 | torpédována | [ 3 ] |
| 14. dubna 1941 | Ville de Liege | Belgie      | 7 430       |        | torpédována | [ 3 ] |

## Zánik
Ponorka U 52 byla vyřazena z provozu 22. října 1943 v Gdaňsku. Poté byla převelena k nedávno zformované 3. ponorkové výcvikové divizi v Neustadtu (Holštýnsko), kde sloužila jako cvičný člun. Dne 3. května 1945 byla ponorka U 52 napadena v oblasti přístavu čtyřmi Hawker Typhoony britské 175. perutě RAF a poškozena zásahy raket. Byla potopena 3. května 1945 na rozkaz admirála Karla Dönitze během operace Regenbogen. Nedošlo k žádným ztrátám. Ponorka byla vyzdvižena a sešrotována v letech 1946–1947.

## Velitelé
| velení            | velení            | velitel                                                   | poznámka              |
| od                | do                | velitel                                                   | poznámka              |
| ----------------- | ----------------- | --------------------------------------------------------- | --------------------- |
| 4. února 1939     | 17. září 1939     | Oblt. Wolfgang Barten                                     |                       |
| 18. září 1939     | 13. listopad 1939 |                                                           | bez posádky           |
| 14. listopad 1939 | 9. červen 1941    | Kptlt. Otto Salman                                        | Německý kříž ve zlatě |
| 20. března 1941   | 15. dubna 1941    | Kptlt. Helmut Möhlmann                                    | Rytířský kříž         |
| 10. června 1941   | 6. července 1941  | Kptlt. Wolf-Rüdiger von Rabenau                           |                       |
| 7. července 1941  | 13. ledna 1942    | Oblt. Walter Freiherr von Freyberg-Eisenberg-Allmendingen | Německý kříž ve zlatě |
| 16. leden 1942    | 24. červenec 1942 | Oblt. Friedrich Mumm                                      |                       |
| 25. červenec 1942 | 31. březen 1943   | Oblt. Hermann Rossmann                                    |                       |
| 1. dubna 1943     | 22. října 1943    | Oblt. Ernst-August Racky                                  |                       |
| Zdroj:            |                   |                                                           |                       |

Kptlt. – Kapitanleutnant (námořní kapitán), Oblt – Oberleutnant zur See (námořní poručík, Lt – Leutnant zur See (námořní podporučík), Kkpt – Korvettenkapitän (korvetní kapitán)